# 梺駅
梺駅（ふもとえき）は、秋田県雄勝郡羽後町大字西馬音内堀回上石地蔵（開業時は旧・雄勝郡元西馬音内村下石地蔵）にあった羽後交通雄勝線（旧・雄勝鉄道）の駅（廃駅）である。雄勝線の部分廃線に伴い1967年（昭和42年）12月1日に廃駅となった。

## 歴史
西馬音内駅 - 当駅間は、利用者僅少であることを理由に、全線廃止に先駆け部分廃止となった。また、同区間は冬季、雪による抵抗で電圧が低下するために、除雪を人力に頼らざるを得なく、他の区間に比して人件費も高騰している状況であった。

### 年表
- 1935年（昭和10年）2月13日：雄勝鉄道西馬音内駅 - 当駅間延伸開通（雄勝鉄道全通）に伴い開業[2][3][4][5]。
- 1943年（昭和18年）10月16日：交通統合に伴い横荘鉄道の駅となる[3][4]。
- 1944年（昭和19年）6月1日：鉄道会社名を羽後鉄道に改称。路線名を雄勝線に制定。それに伴い羽後鉄道雄勝線の駅となる[2][3][6]。
- 1947年（昭和22年）
  - 7月23日：豪雨による路盤及び橋脚損壊により雄勝線全区間運休、当駅も営業休止となる[4][7]。
  - 8月14日：羽後山田駅 - 当駅間が復旧、当駅も営業再開となる[4][7]。
- 1952年（昭和27年）2月15日：鉄道会社名を羽後交通に改称。それに伴い羽後交通雄勝線の駅となる[2][3][4][6]。
- 1967年（昭和42年）12月1日：雄勝線の部分廃線に伴い廃止となる[2][3][4][6]。

## 駅構造
廃止時点で、単式ホーム1面1線を有する地上駅であった。ホームは線路の南側（梺方面に向かって左手側）に存在した。そのほか側線として、本線のホーム手前から北側に分岐した廻り線（機回し線）を1線と、廻り線の梺方から分岐し構内西側に至る行き止まりの貨物1番線、廻り線の横手方から北側に分岐し構内西側に至る行き止まりの貨物2番線を有した。うち貨物2番線には貨物積卸場を有した。
職員配置駅となっていた。駅舎は構内の北西側に位置し、ホーム西側のスロープとを結ぶ長めの通路及び構内踏切で連絡した。

## 利用状況
- 1966年度（昭和41年度）の1日乗降客数は146人[1]。

## 駅周辺
当駅の南西側には羽後町立元西小学校が隣接している。北側には雄物川支流である西馬音内川が流れている。
- 秋田県道57号十文字羽後鳥海線
- 元西馬音内郵便局（湯沢郵便局管轄・2015年に移転し、元西郵便局に改称[8]）- 改称と同時に「車両保存庫」の隣接地へ移転した。
- 元西馬音内交番（湯沢警察署管轄）
- こまち農業協同組合
- 西馬音内城跡 - 車両保存庫近傍の県道沿いに「小野寺家大手門址」の石柱が立つ。

## 駅跡
旧構内は一時幼稚園が建築されたがその後空地となった。1995年（平成7年）時点では、腕木式信号機が設置保存され、車庫が建築され庫内にはデハ1形デハ3が復元保存され、ホームと駅名標が作られていた。1999年（平成11年）時点でも同様で、車庫は羽後町で建てられ、デハ3は電気を流せば動き出すと言われる状態まで復元されていた。2007年（平成19年）5月時点でも同様で、デハ3の整備も行き届いた状態であった。2010年（平成22年）時点でも同様であった。
このデハ3は、もともと雨ざらし状態であり盗難品もあったため、1983年（昭和58年）に地元の人により修復され、車庫に保存することになった。同車は現在、「旧雄勝線電車車両保存庫」に保管され、一般公開を行っている（※要事前予約）。
ちなみに、当駅跡附近の線路跡は1999年（平成11年）時点では何も残っていなかった。また、代替交通としての路線バスは西馬音内川の対岸を運行している。

## 隣の駅
羽後交通
雄勝線
元西馬音内駅 - 梺駅